# Ellevang Kirke
Ellevang Kirke er en relativt ny kirke, beliggende i forstaden Vejlby i det nordlige Aarhus.

## Historie
Midt i 1960'erne var området blevet så stort, at der var brug for en ny kirke og i 1973 gav kirkeministeriet tilladelse til at bygge en ny kirke i Vejlby Sogn. Grundstenen blev lagt 21. september 1973 og nogle få munkesten var bragt med fra den 800 år gamle Vejlby Kirke. Kirkens navn blev valgt af beboerne i det nye sogn, og navnet Ellevang blev valgt, da der i middelalderen lå en vang ved navn Ellevangen på stedet.
Ellevang Kirke blev indviet i 1974 og fejrer hvert år fødselsdag 1. søndag i advent. Kirken har ikke nogen kirkegård tilknyttet, men deler kirkegården ved Vejlby Kirke med sidstnævnte.
Kirken, og en stor del af bygningerne omkring den, er tegnet af Friis og Moltke.

## Præster
Der er tre præster tilknyttet Ellevang Kirke: Søren Jensen, Pia Elisabeth Pedersen og Signe Nøhr Kragsnæs. Under Ellevang Sogn er der en komplet præsteliste.

## Udsmykning
Ellevang Kirke er udsmykket med jern og granit og er lavet af Erik Heide.
Prædikestol, døbefont og alter er hugget i rødt granit. Altertavlen er en krans, der hænger over alteret. Den består af 10 felter, 5 store og 5 små. De fem store viser billeder af Kristi lidelse . De fem små viser billeder af jord, hav og himmel.
Ellevang Kirkes fire messehagler er designet af Erik Heide og vævet af Hanne Vedel.

## Orgel
Orglet i Ellevang Kirke har 29 stemmer og 2 manualer og er bygget af Bruno Christensen og Sønner

## Eksterne kilder og henvisninger
- Wikimedia Commons har flere filer relateret til Ellevang Kirke
- Ellevang Kirke Arkiveret 19. september 2015 hos  Wayback Machine hos KortTilKirken.dk
- Ellevang Kirke Arkiveret 9. oktober 2019 hos  Wayback Machine hos danmarkskirker.natmus.dk (Danmarks Kirker, Nationalmuseet)